# جنگل‌های سیرا ژوارز و سن پدرو مارتیر پاین–اوک
جنگل‌های سیرا ژوارز و سن پدرو مارتیر پاین-اوک (به اسپانیایی: Sierra Juárez and San Pedro Mártir pine–oak forests) یک جنگل و منطقهٔ مسکونی در مکزیک است که در باخا کالیفرنیا واقع شده‌است.